# Brachyhypopomus bullocki
Brachyhypopomus bullocki är en fiskart som beskrevs av Sullivan och Hopkins 2009. Brachyhypopomus bullocki ingår i släktet Brachyhypopomus och familjen Hypopomidae. Inga underarter finns listade.